# فضل‌آباد (نصرت‌آباد)
فضل‌آباد روستایی در دهستان نصرت‌آباد بخش نصرت‌آباد شهرستان زاهدان استان سیستان و بلوچستان ایران است.

## جمعیت
بر پایه سرشماری عمومی نفوس و مسکن در سال ۱۳۹۵ جمعیت این روستا ۱۵ نفر (۷خانوار) بوده‌است.